# Zbigniew Siwoń
Zbigniew Siwoń (ur. 13 grudnia 1938, zm. 16 października 2014) – polski inżynier urządzeń sanitarnych.
Absolwent Politechniki Wrocławskiej, na której następnie pełnił m.in. funkcje prodziekana ds. dydaktyki Wydziału Inżynierii Sanitarnej, zastępcy dyrektora Instytutu Inżynierii Ochrony Środowiska, kierownika Zakładu Zaopatrzenia w Wodę i Usuwania Ścieków, kierownika Zakładu Zaopatrzenia w Wodę. Od 1988 r. profesor na Wydziale Inżynierii Sanitarnej (od 1990 r. Wydziale Inżynierii Środowiska) Politechniki Wrocławskiej.

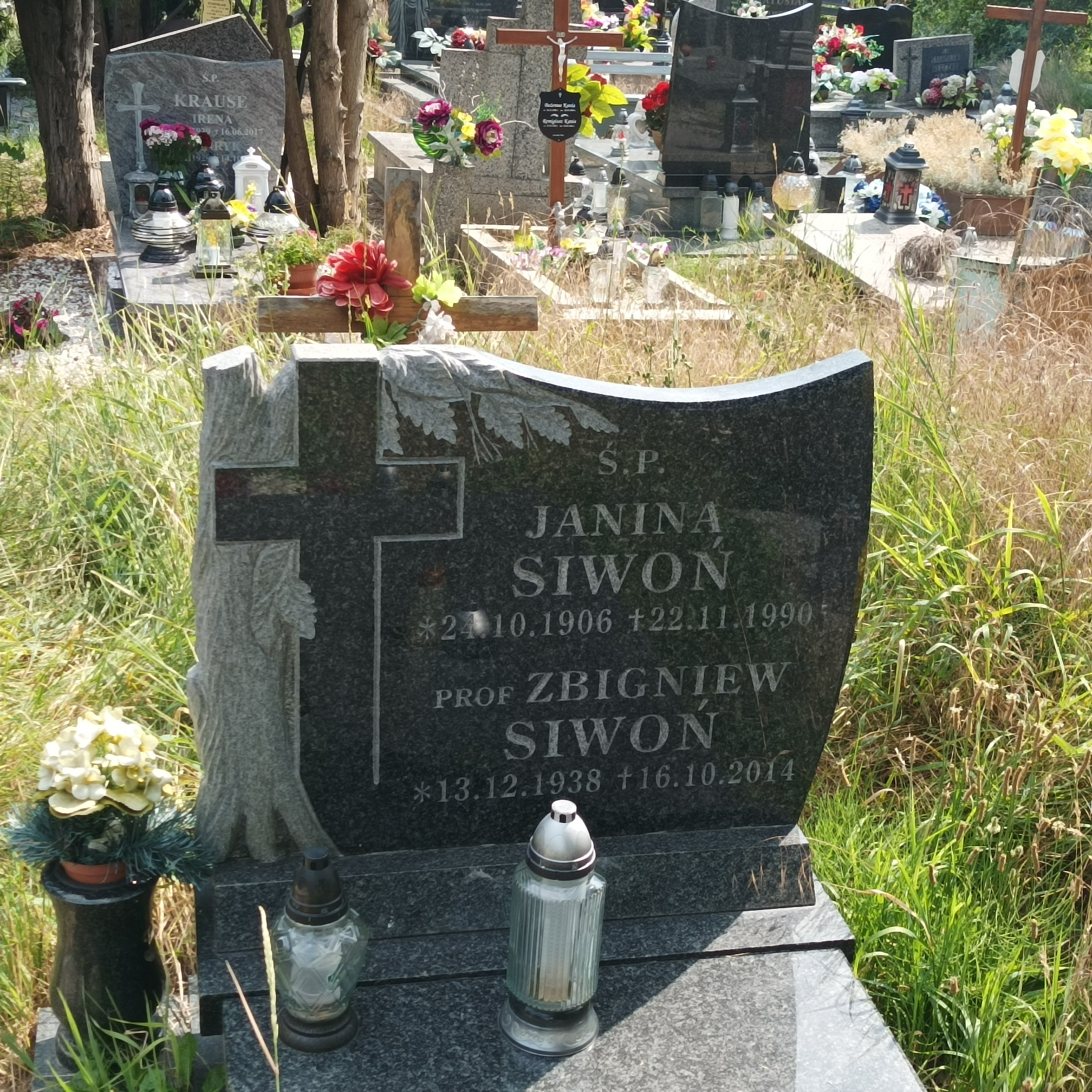
Grób prof. Zbigniewa Siwonia na Cmentarzu Osobowickim we Wrocławiu

Członek Polskiego Zrzeszenia Inżynierów i Techników Sanitarnych, prezydium Komitetu Inżynierii Lądowej i Wodnej Polskiej Akademii Nauk, rady naukowej Instytutu Melioracji i Użytków Zielonych w Falentach.
W uznaniu zasług odznaczono go Medalem Komisji Edukacji Narodowej (1998), Krzyżem Kawalerskim Orderu Odrodzenia Polski (1989), Złotym Krzyżem Zasługi (1984)
Został pochowany na Cmentarzu Osobowickim.